# Britten-Norman

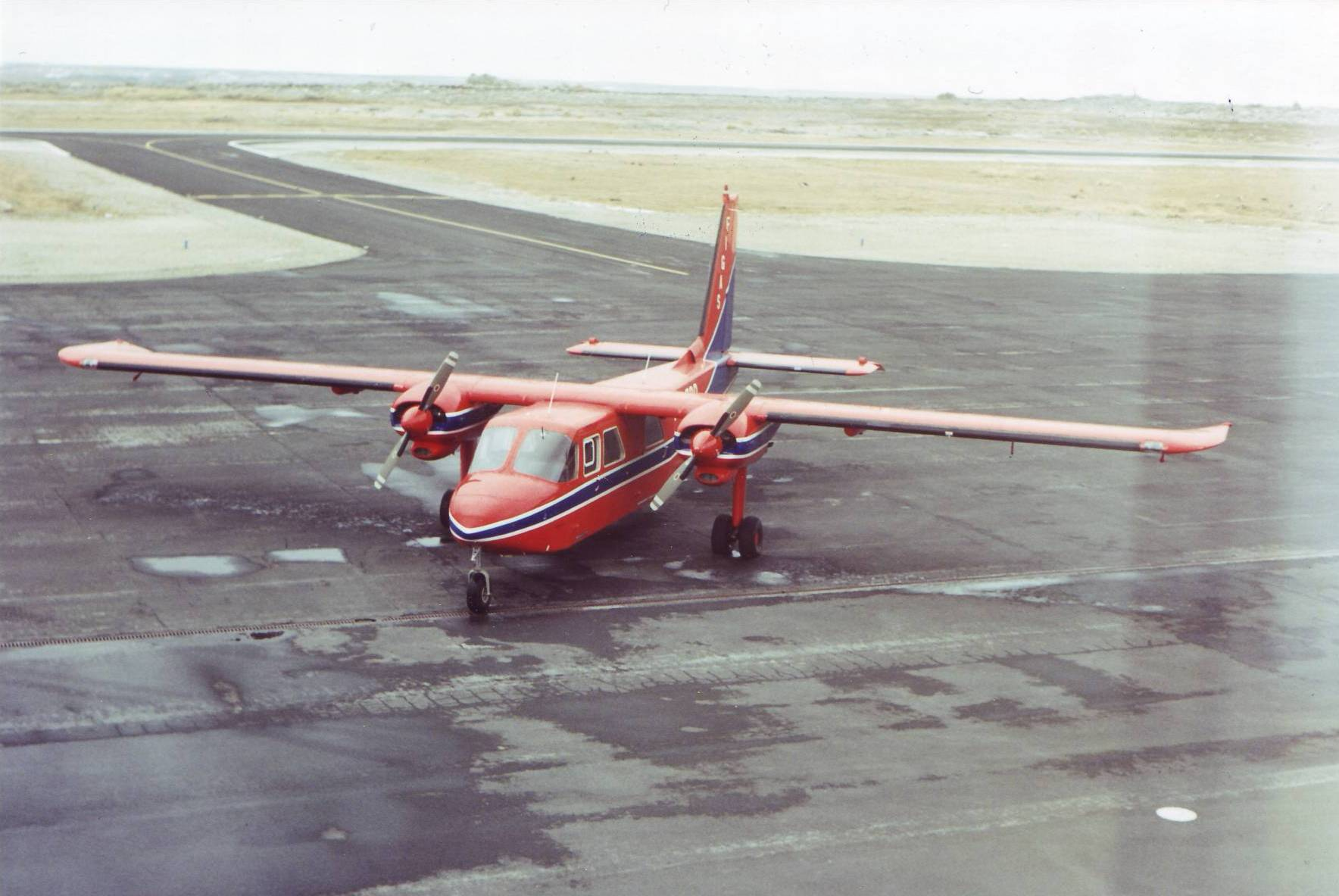
Britten-Norman Islander

Britten Norman (oficjalnie B-N Group lub BNG) – brytyjski producent samolotów.

## Wybrane konstrukcje
- Britten Sheriff
- Britten-Norman BN-1
- Britten-Norman Islander
- Britten-Norman Defender
- Britten-Norman Trislander
- Britten-Norman Nymph